# Hans-Wilhelm Beutler
Hans-Wilhelm Beutler (* 5. September 1897 in Düsseldorf; † 11. September 1966 in Baden-Baden) war ein deutscher Wirtschaftsfunktionär und Politiker (FDP).

## Leben und Beruf
Hans-Wilhelm Beutler studierte Rechts- und Staatswissenschaften in Köln, Bonn, Münster und Breslau und wurde 1923 zum Dr. iur. promoviert. Ab 1923 war er für Felten & Guilleaume tätig. Von 1926 bis 1924 hatte er verschiedene Geschäftsführungspositionen in Industrieverbänden inne. 1946 wurde Beutler Hauptgeschäftsführer der Wirtschaftsvereinigung Ziehereien und Kaltwasserwerke in Düsseldorf.
Von 1949 bis 1957 war Hans-Wilhelm Beutler Hauptgeschäftsführer des Bundesverbandes der Deutschen Industrie und ab 1957 geschäftsführendes Präsidialmitglied.
Er war an den Gründungsvorbereitungen der Deutschen Gesellschaft für Auswärtige Politik beteiligt.

## Partei
In der Weimarer Republik hatte Beutler der Volkskonservativen Vereinigung von Gottfried Treviranus angehört. 1945 beteiligte er sich mit Franz Blücher und Hans Wolfgang Rubin an der Gründung einer Liberal-Demokratischen Partei in Essen, aus der später der Essener Kreisverband der FDP hervorging. Er war von 16. Januar bis 28. Juni 1946 dritter Vorsitzender des FDP-Landesverbandes Nordrheinprovinz.
Er war Vizepräsident der Europa-Union und Mitglied des Deutschen Rats der Europäischen Bewegung.

## Abgeordneter
Beutler gehörte den beiden ernannten Landtagen von Nordrhein-Westfalen vom 2. Oktober 1946 bis 19. April 1947 an.

## Ehrungen
1953 wurde er von Kardinal-Großmeister Nicola Kardinal Canali zum Ritter des Ritterordens vom Heiligen Grab zu Jerusalem ernannt und am 8. Dezember 1953 in Kölner Dom durch Lorenz Jaeger, Großprior der deutschen Statthalterei, investiert.
1957 wurde er mit dem Großen Verdienstkreuz des Verdienstordens der Bundesrepublik Deutschland ausgezeichnet.
Er war Offizier der Ehrenlegion.